# مسدودشدن ویکی‌پدیا در ترکیه

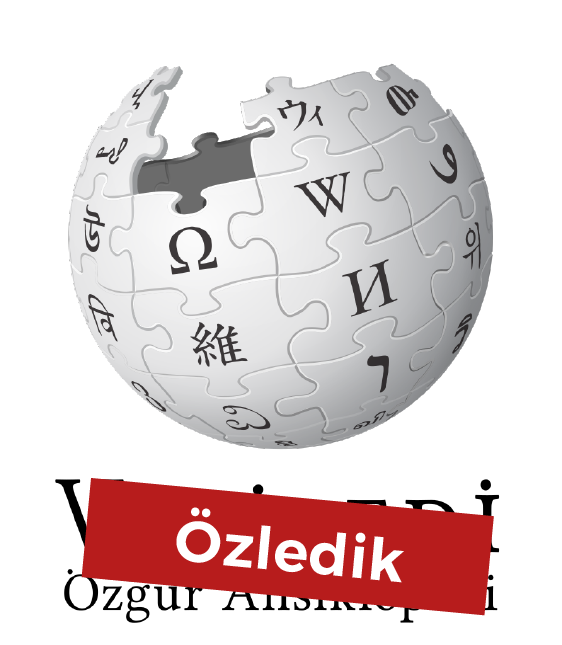
لوگوی مورد استفاده در ویکی‌پدیای ترکی پس از کمپین WeMissTurkey# که واکنشی به مسدود‌سازی سایت ویکی‌پدیا در ترکیه بود. - ۲۰۱۸

مسدود شدن ویکی‌پدیا در ترکیه در تاریخ ۲۹ مارس ۲۰۱۷ برابر با ۹ فروردین ۱۳۹۶ رخ داد که در طی آن دسترسی به ویکی‌پدیا در تمامی زبان‌ها در ترکیه ممنوع شد. مقامات ترکیه‌ای در سازمان اطلاعات و فناوری اطلاع‌رسانی در بیانیه‌ای اعلام کردند که "بعد از ارزیابی‌های فنی و بررسی‌های حقوقی بر اساس ماده ۵۶۵۱ قانون نظارت اینترنتی این تصمیم اتخاذ شده‌است. گرچه این تصمیم موقت بود.
فیلترینگ ویکی‌پدیا در ترکیه، در تاریخ ۱۵ ژانویه ۲۰۲۰ بعد از دو سال و نیم پایان یافت.
این فیلترینگ به دنبال همه‌پرسی قانون اساسی ترکیه (۲۰۱۷) و فیلتر بخش‌هایی از محتوای ویکی‌پدیا به صورت گزینشی در گذشته رخ داد. در پی این مسدودسازی به جیمی ویلز بنیانگذار ویکی‌پدیا خبر دادند دیگر اجازه ندارد در نمایشگاه World Cities Expo در استانبول حضور پیدا کند.

## سابقه
فیلترینگ دو روز پس از همه‌پرسی قانون اساسی ترکیه (۲۰۱۷) که در ۱۶ آوریل ۲۰۱۷ برگزار شد انجام شد.

## لغو دعوتنامه جیمی ولز
در ۲ می شهرداری استانبول جلوی ورود جیمی ولز بنیانگذار ویکی‌پدیا را گرفت، وی مهمان رویداد World Cities Expo بود که از ۱۵ تا ۱۸ می در این شهر برگزار می‌شد.

## واکنش‌ها
حزب جمهوری‌خواه خلق این مسدود سازی را محکوم کرد و ارن اردم (Eren Erdem) بیان کرد که این فیلتر «ترکیه را در یک مسیر با کره شمالی» قرار خواهد داد.